# Relations entre l'Éthiopie et l'Union européenne
Les relations entre l'Éthiopie et l’Union européenne remontent à février 1975 avec l'ouverture de la délégation de la Commission européenne à Addis-Abeba. Les relations entre l’Éthiopie et l'Union se fondent sur le partenariat stratégique UE-Afrique et l'accord de Cotonou.

## Sources

## Compléments